# Alberto Silvestri
Alberto Silvestri (Roma, 1º settembre 1933 – Roma, 21 maggio 2001) è stato uno sceneggiatore e autore televisivo italiano.

## Biografia
Sceneggiatore prolifico prevalentemente tra gli anni sessanta e settanta, durante i quali ha lavorato per il film di Adriano Celentano Yuppi du e per lo sceneggiato televisivo Sandokan, con Kabir Bedi.
Ha lavorato anche come autore televisivo, collaborando in particolar modo con Maurizio Costanzo, come coautore del Maurizio Costanzo Show (dal 1982) e con Maria De Filippi (Amici, Uomini e donne, C'è posta per te).

### Vita privata
Era il padre del cantautore Daniele Silvestri.

## Filmografia parziale

### Sceneggiatore
- Rapporto Fuller, base Stoccolma, regia di Sergio Grieco (1968)
- Una ragazza piuttosto complicata, regia di Damiano Damiani (1969)
- Un detective, regia di Romolo Guerrieri (1969)
- Il divorzio, regia di Romolo Guerrieri (1970)
- Il provinciale, regia di Luciano Salce (1971)
- Il ritorno di Zanna Bianca, regia di Lucio Fulci (1974)
- Yuppi du, regia di Adriano Celentano (1975)
- Sandokan, regia di Sergio Sollima (1976), (sceneggiato TV)
- Il Corsaro Nero, regia di Sergio Sollima (1976)
- Le braghe del padrone, regia di Flavio Mogherini (1978)

### Produttore
- Carogne si nasce, regia di Alfonso Brescia (1968)
- Le braghe del padrone, regia di Flavio Mogherini (1978)

### Scrittore
- L'uomo che ascolta (Mondadori, 1996)
- Pensare ventisette (Frassinelli, 1998)
- L'amore a ritroso (Frassinelli, postumo, 2001)